# 田刚丘成桐事件
田刚-丘成桐事件是始自2005年的华人数学界的一次学者书面互攻事件，早期主要在互联网特别是高校BBS上进行。后来引起了各种媒体的关注。
直接当事双方是著名华裔数学家丘成桐及北京大学数学学院。该事件涉及中国的学术腐败、学术道德标准、海归学者（例如田刚）服务时间问题，中国互联网管制问题等。

## 事件經過
- 2005年8月19日：《北京科技报》發表題為《丘成桐：中国目前教育不可能出一流人才》的採訪。 文中丘成桐指責中國學界的腐敗，并不點名地稱田剛涉嫌剽窃：「哈佛一位名教授告诉丘成桐，这个学生（田刚）抄袭他的论文，出于保护年轻学生的目的，丘成桐并没有深究。结果愈演愈烈。」[1]
- 網絡上刊登哈佛萧荫堂教授寫给丘成桐教授的两封信，指責田剛學術剽竊。[2]
- 網絡上刊登著名數學家Todorov等人的具名信，指控田剛搶奪數學成果。自此更多關於田剛打壓數學同行，文章错误百出，以寫差的推薦信威脅在毫無貢獻的文章上署名等學術醜聞浮出水面。[3]
- 2005年8月20日：田剛兼職任教的北京大学數學學院回應《「丘成桐炮轰」一文真相调查》，駁斥丘成桐对北大數學系的三个批評，并稱其對田剛的剽竊说法是“歪曲事實”。[4]
- 2005年9月29日：丘成桐在浙江大学和中科院數學網站上再次以“北大学风不正”指責批評田剛。[5]丘還在一篇題為《丘成桐院士澄清有关北大的某些事实真相》的採訪中聲稱：田剛的成就基本是依靠丘成桐得來，而且田剛的道德惡劣，涉嫌學術造假和竊取他人學術成果。丘成桐並且出示了另一著名數學家蕭蔭堂给他寫的書信，聲稱田剛抄襲蕭的成果。[6]
- 2005年10月6-8日：李骏[7]、洪家兴[8]，曹怀东、郑方阳、季理真、刘克峰[9]、胡森[10]等人在網上發表文章，維護丘成桐。
- 2005年10月13日，北大數學學院學生安金鵬就一個網上對田剛的攻擊（非丘成桐）為田辯護。[11]
- 田剛合作者聖塔克魯茲加利福尼亞大學教授庆杰間接出面說明，認為他和田剛的論文没有剽竊丘成桐。[12]
- 2005年10月12日丘成桐在中科院網站回應網上對他的攻擊。[13]
- 2005年10月14日，北大教授丁偉岳與項武義為田剛辯護，並批評丘成桐的人品。
- 2005年10月17日，哈佛大学教授蕭蔭堂公布丘成桐的信件，回應丁伟岳院士和项武义教授的指責並呼籲雙方停止互相攻擊。[14]
- 2006年6月3日，曹懷東和朱熹平在《亞洲數學期刊》發表論文。丘成桐聲稱此論文是對龐加萊猜想的最終證明。
- 2006年8月21日，《纽约客》雜誌網站刊出了由《美丽心灵》一書（诺贝尔奖得主纳什传记）作者西尔维亚·娜萨與人合寫的文章《Manifold Destiny》 Archive.today的存檔，存档日期2012-09-03，攻击此前丘成桐宣傳中國學者首先完全證明庞加莱猜想的動機不纯，并質疑其人品。有匿名網絡作者聲稱此文幕後始作俑者是田剛。多位文章中受訪的美國教授隨後發表聲明，稱文章歪曲了自己的本意。
- 2006年9月1日，北京大學丁偉岳在自己的博客中發表文章庞加莱的困惑，批評國內對龐加萊猜想相關的宣傳，直接公开點名批評丘成桐。
- 2006年9月4日，《21世纪经济报道》发表北京大學党委书记闵维方的访谈 （页面存档备份，存于），在回应丘成桐对北大的“批评不够公道”之外，还评论说：“最近，我看到两则材料，一则是伯克利的项武义教授的一个谈话。在丘成桐的学生时代项教授就认识他了，可以说对丘教授非常了解。另一则材料是上个星期美国很有影响力的杂志《New Yorker》发表的一篇长篇报道，也有很多关于丘教授的内容。我想大家看过这两则材料，对丘教授与田刚和北大之间的争论就会有更客观、更清楚的认识了。”这反映出丘田之争中北大校方的立场。
- 2006年9月18日，丘成桐在自己的网站发表公开信，认为《纽约客》的文章有虚假和诽谤性的内容，要求做出更正。
- 2006年9月20日，《纽约客》杂志发表声明，表示该文的写作付出了大量工作，而且与丘成桐核实过原始材料，符合新闻规范。
- 2006年9月22日，北京大学数学科学学院在其网站 （页面存档备份，存于）及北大未名BBS上发表文章《北京大学数学科学学院的几点说明》，[15]为北京大学及田刚辩护，否认丘成桐的指控，并称：“我们历来真诚欢迎任何个人或单位（包括该美籍华裔数学家）实事求是地对我们的工作提出批评和意见，有则改之，无则加勉。但我们坚决反对任何人或单位不负责任、毫无事实根据的捏造和污蔑。”
- 2006年9月25日，哥伦比亚大学教授理查德·哈密顿发表声明，叙述了丘成桐及其研究团队在自己从事里奇流研究方面的支持，并赞扬了丘的人品。里奇流是证明庞加莱猜想的主要数学工具。[16]
- 2006年12月，加州理工学院一名研究者指出曹懷東和朱熹平的論文內容涉及抄襲Bruce Kleiner及John Lott於2003年對佩雷爾曼第一篇論文預印本所做筆記，[17]曹懷東與朱熹平提出修正勘誤，聲稱在無意之下將這些內容抄入筆記中。曹懷東和朱熹平修正後的論文，不再宣稱自己對龐加萊假設做出最終證明。

## 有争议的文章
1. Tian, Gang(1-UCSD) On Kähler-Einstein metrics on certain Kähler manifolds with $C\sb 1(M)>0$. Invent. Math. 89 (1987), no. 2, 225--246.
2. Tian, Gang(1-UCSD); Yau, Shing-Tung(1-UCSD) Kähler-Einstein metrics on complex surfaces with $C\sb 1>0$. Comm. Math. Phys. 112 (1987), no. 1, 175--203.
3. Siu, Yum Tong(1-HRV) The existence of Kähler-Einstein metrics on manifolds with positive anticanonical line bundle and a suitable finite symmetry group. Ann. of Math. (2) 127 (1988), no. 3, 585--627.